# Anlong
Ankober es un meteorito de condrita H que cayó a la tierra el 2 de mayo de 1971 en Guizhou, China.

## Clasificación
Se clasifica como una condrita ordinaria H4.